# Contea di Homa Bay
La contea di Homa Bay è una della 47 contee del Kenya situata nell'ex Provincia di Nyanza. Al censimento del 2019 ha una popolazione di 1.131.950 abitanti. Il capoluogo della contea è Homa Bay. Altre città importanti sono: Mbita Point, Kendu Bay e Oyugis.